# Mont de Pietat i Caixa d'Estalvis d'Alcoi
El Mont de Pietat i Caixa d'Estalvis d'Alcoi va ser una entitat financera de la ciutat d'Alcoi (l'Alcoià), País Valencià.

## Història
En 1874 Diego Fernando Montañés i Álvarez, industrial gadità que va passar la seua joventut a Alcoi al comandament d'una fàbrica de draps, va llegar a la seua defunció 75.000 pessetes per a la seua creació amb l'objectiu que els obrers alcoians pogueren obtindre diners a baix interés. Va posar com a condició que la ciutat d'Alcoi aportara la mateixa quantitat, idea que va tindre bon acolliment entre la burgesia alcoiana, que va aportar els diners restants i va sol·licitar a més que funcionara com una caixa d'estalvis.
Va ser creada per Reial orde el 8 de juny de 1875. Els seus serveis van entrar en funcionament el 5 de setembre d'aquest any. La creació de l'entitat aquesta vinculada a l'extraordinari auge industrial d'Alcoi a la fi del segle xix i principis del segle xx. En aquest sentit, cal afirmar que l'entitat va tenir una important contribució al desenvolupament econòmic i industrial d'Alcoi i la seua comarca.
En 1975 es va fusionar amb altres entitats bancàries per formar la Caixa d'Estalvis d'Alacant i Múrcia, posteriorment Caixa Mediterrani.
Després de ser la seu i oficines de l'entitat financera, primer, i lloc de beneficència posteriorment, l'any 2000 es va projectar la seua rehabilitació per a usos culturals. El 28 de desembre de 2010 es va inaugurar a l'edifici el Centre d'Art d'Alcoi, museu dedicat a l'art. En fer fallida l'entitat propietària de l'edifici, Caixa Mediterrani, el museu va tancar set mesos més tard i va ser reobert al novembre de 2018 com a seu del Institut Valencià d'Art Modern.

## Edifici
L'edifici del Mont de pietat d'Alcoi va ser construït en 1909 per l'arquitecte alcoià Vicent Pascual Pastor. És un edifici d'estil modernista valencià, exempt, al carrer de Rigoberto Albors de la capital alcoiana.
Es va construir quan Enrique Vilaplana Juliá era el president de l'entitat. Aquest fet hi influiria, ja que el mateix arquitecte que va construir la seu de l'entitat, l'alcoià Vicent Pascual Pastor, havia edificat la residència particular del seu president, la Casa Vilaplana, tres anys abans, en 1906. A més, tots dos edificis es troben molt propers.
L'edifici consta de quatre plantes que ocupen tota l'illa. Els paraments de façana es reculen de les alineacions dels carrers per deixar una franja amb arbres que es tanca amb reixes de ferro sobre el mur de carreu i dos pilars adornats amb motius del moviment modernista Sezession.
L'accés principal està senyalitzat per una escalinata i un cos ixent rematat per un frontis amb un rellotge. El vestíbul, de sostres alts, està limitat frontalment per un parament amb tres arcs de mig punt darrere del qual hi ha una escalinata imperial, limitada per arcs i pilastres, i tancada amb tres vidrieres de colors vius i dibuixos en les quals es lloa l'estalvi.